# Maxime Poundjé
Maxime Poundjé, född 16 augusti 1992, är en fransk fotbollsspelare.

## Karriär
I september 2012 skrev Poundjé på sitt första proffskontrakt med Bordeaux. Poundjé gjorde sin Ligue 1-debut den 11 augusti 2012 i en 3–2-vinst över Evian TG, där han blev inbytt i den 79:e minuten mot Henri Saivet. I juli 2018 skrev Poundjé på ett nytt treårskontrakt med Bordeaux.